# Zdeněk Řehoř
Zdeněk Řehoř (ur. 30 sierpnia 1920 w Jiczynie, zm. 8 listopada 1994 w Pradze) – czeski aktor filmowy, teatralny i telewizyjny. 

## Wybrane role filmowe
- 1947: Rogi (Parohy) – urzędnik na aukcji
- 1949: Milcząca barykada (Němá barikáda) – mężczyzna z panzerfaustem
- 1951: Błysk przed świtem (Posel úsvitu) – Prokůpek Svoboda
- 1956: Proszę ostrzej! (Zaostřit, prosím!) – młody twórca
- 1957: Wrześniowe noce (Zářijové noci) – porucznik Martin Jirgala
- 1959: Co tydzień niedziela (Pět z milionu) – mężczyzna z bukietem
- 1961: Człowiek z pierwszego stulecia (Muž z prvního století)
- 1966: Zbrodnia w żeńskiej szkole (Zločin v dívčí škole) – dyrektor
- 1967: Małgorzata, córka Łazarza (Marketa Lazarová) – Sovička
- 1968: Najlepsza kobieta mojego życia (Nejlepší ženská mého života) – Kaplan
- 1970: Piekielny miesiąc miodowy (Ďábelské líbánky) – naukowiec
- 1970: Trup w każdej szafie (Čtyři vraždy stačí, drahoušku) – psychiatra
- 1973: Kronika gorącego lata (Kronika žhavého léta) – urzędnik Ministerstwa Sprawiedliwości
- 1974: Jak utopić doktora Mraczka (Jak utopit dr. Mráčka aneb Konec vodníků v Čechách) – Alois
- 1975: Mój brat ma fajnego brata (Můj brácha má prima bráchu) – doktor Navrátil
- 1977–1978: Kobieta za ladą (Žena za pultem) – Vilímek, zastępca kierownika sklepu (serial TV)
- 1978: Drogocenny braciszek (Brácha za všechny peníze) – doktor Navrátil
- 1993: Wesele upiorów (Svatba upírů) – mnich